# Horama pretellus
Horama pretellus là một loài bướm đêm thuộc phân họ Arctiinae, họ Erebidae.